# متاسفم، دوستت دارم
متاسفم، دوستت دارم (کره‌ای: 미안하다, 사랑한다; لاتین‌نویسی اصلاح‌شده: Mianhada, Saranghanda) یک مجموعهٔ تلویزیونی کره جنوبی سال ۲۰۰۴ با بازی سو جی سوب و ایم سو-جونگ است. این مجموعه از ۸ نوامبر تا ۲۸ دسامبر ۲۰۰۴ از کی‌بی‌اس۲ برای ۱۶ قسمت پخش شد.